# Playfish

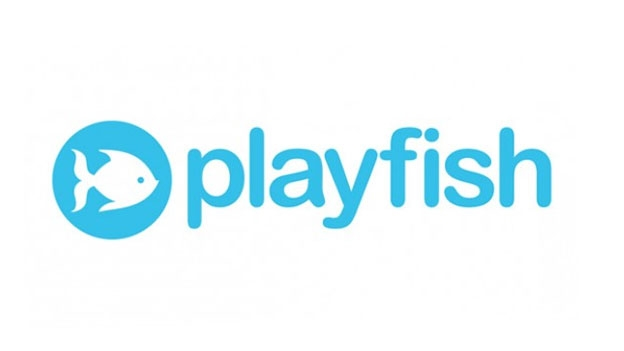
Logo da Playfish.

Playfish Ltd., atualmente uma propriedade da Electronic Arts, é um desenvolvedor de jogos sociais que podem ser reproduzidos em plataformas de redes sociais como Facebook, MySpace, Bebo e iPhone, entre outros. A empresa está sediada em Royal Borough de Kensington e Chelsea, Londres, Inglaterra, e tem escritórios em Pequim, na China, San Francisco, Estados Unidos, e Tromso, na Noruega. Jogos Playfish são continuamente reforçadas com novas funcionalidades e desafios. Os jogos são normalmente lançado antes no Facebook para depois serem feitas versões para outras redes sociais.
Pet Society é o jogo mais popular da empresa e tem mais de 1.000.000 de fãs em sua página no Facebook. É um dos aplicativos que mais cresce no Facebook.

## História
A empresa foi fundada em 2007 por Segerstrale Kristian, Sebastien de Halleux, Sami Lababidi e Shukri Shammas. Em outubro de 2008, eles garantiram 17 milhões de dólares em capital de risco de financiamento a partir de Accel Partners e Index Ventures.
'Who has the Biggest Brain?Foi o primeiro sucesso da empresa. Foi um dos primeiros jogos do Facebook que atraiu milhões de jogadores diários, e permitiu à empresa aumentar o financiamento necessário para produzir outros sucessos.
Na segunda-feira, novembro 9, 2009, a Electronic Arts anunciou a aquisição da Playfish por 275 milhões de dólares.

## Lista de jogos
- Pet Society - Controla um animal de estimação em uma sociedade virtual
- Who Has The Biggest Brain? - jogo estilo "pergunta-e-resposta"
- Word Challenge - Jogo que envolve construção de palavras
- Geo Challenge - Desafio de tempo com base em localizações geográficas
- Bowling Buddies - Boliche 3D
- Minigolf Party- Golf 3D
- Restaurant City - Simulador de administração de restaurante
- Crazy Planets - Jogo de estratégia com tema espacial
- Country Story - Simulador de fazenda
- Quiztastic! - Pergunta-e-resposta
- Poker Rivals - Jogo de pôquer
- Gangster City - Um jogo de máfia
- The Sims Social - Simulador de vida